# Sicopoli
La città di Sicopoli era situata in Campania sulle alture che costeggiano il fiume Volturno. Venne edificata nell'anno 841 dai Longobardi e venne denominata così in onore del principe Sicone.

## Storia
Fu eretta sulla collina del monte Palombara, al di là del ponte Annibale, a Triflisco una frazione nel comune di Bellona (CE), all'epoca fu costruita in gran parte di legno. 
Superata da tempo la crisi con i Carolingi, per i gastaldi che la governavano, la Capua romana isolata nella pianura non era più sufficientemente difendibile dalle ripetute incursioni arabe. Si rese quindi necessario creare una maglia difensiva in grado di proteggere meglio l’intera pianura della Terra laboris.
Provvide a ciò il gastaldo Landolfo col fortificare nell’841 la collina della Palombara (alle spalle di Triflisco, una frazione nel comune di Bellona in provincia di Caserta) su cui fondò la città murata di Sicopoli. Questa controllava il sottostante attraversamento del fiume Volturno e mediante un sistema di torri di segnalazione, come la torre semaforica longobarda visibile ancora oggi, i suoi difensori erano in grado avvistare quanto avveniva nella pianura sottostante.
A causa delle sue strutture prevalentemente costruite in legno la città fu rasa al suolo da un portentoso incendio, lasciando ben poco e per questa causa fu abbandonata in favore della nascente Capua che ancora oggi possiamo ammirare.
Di Sicopoli sulla collina della Palombara rimane ben poco, il sito negli ultimi trenta anni è stato devastato da una edilizia priva di scrupoli. Due capitelli a stampella figurati, individuati durante un sopralluogo nel 1978, furono trafugati poco dopo la loro scoperta, mentre l’epigrafe di Arniperga l'amalfitana, figlia di Marino prefetturio di Amalfi, moglie del conte Pandone, morta nell’856, che fu ritrovata tra le rovine sulla collina nell’Ottocento, è custodita ora nel lapidario del Museo della certosa di S. Martino a Napoli. Questa è fino ad oggi la testimonianza più importante dell’alta condizione politica raggiunta dai signori della città scomparsa. Che Sicopoli non sia stato un insediamento provvisorio, come lascia intendere Erchemperto nella sua cronaca, è provato sia dai resti del recinto, che inizialmente fu forse soltanto ligneo, ma successivamente fu trasformato in solide mura ancora visibili per qualche tratto, sia da numerosi avanzi architettonici disseminati lungo le pendici collinari della Palombara.
Solo allora i conti Longobardi decisero di edificare la nuova Capua presso un'ansa del fiume Volturno, sul luogo di quella che era Casilinum, il porto di Capua antica, ritenendo la sua posizione più sicura.